# Asciodini
Asciodini (лат.) — триба бабочек огнёвок-травянок из подсемейства Spilomelinae (Crambidae, Pyraloidea). Известно около 80 видов в 13 родах.

## Описание
Самцы некоторых родов демонстрируют модифицированные антенномеры. В переднем крыле многих родов постмедиальная линия округло вогнута в месте пересечения с анальной складкой, а не угловатая. Сакки тимпани полусферические и четко очерченные; они меньше и глубже, чем у большинства видов Spilomelinae. Головка ункуса двуглавая или имеет две отдельные головки; транстилла крупная, круглая или ремневидная, с широким срединным соединением. Фибула в центре вальвы соединена с саккулусом отчетливой дугой, прогибающейся в поперечном направлении поперек вальвы. Сигны обычно либо отсутствуют (большинство родов), либо представлены в виде одной дугообразной линии (Psara, Sathria, Bicilia). Остиум бурсы и проток bursae склеротизированы в различной степени. Колликулум гладкий, удлиненный и цельный (не вентрально мембранизированный). В некоторых родах остиум окаймлен двумя пластинками или полностью окружен морщинистыми склеритами, а колликулум может быть слит с более обширной склеротизацией вдоль ductus bursae, который всегда короче короче, чем corpus bursae. Задний конец corpus bursae часто склеротизирован гранулами или шипиками.
Гусеницы Asciodini обычно питаются травянистыми растениями семейства гвоздичноцветных (Caryophyllales). Asciodes gordialis питается, главным образом на Nyctaginaceae (Бугенвиллея, Пизония). Arthromastix lauralis питается на Trichostigma octandrum (Лаконосовые) (Bendicho-Lopez 1998). Bicilia питается на Petiveria и Rivina (Петивериевые). Psara питается на амарантовых, никтагиновых, лотосах, лаконосовых, P. obscuralis также на вьюнковых. Laniifera cyclades, Beebea guglielmi, Loxomorpha и Maracayia species питаются на кактусовых, особенно на опунциях, с находками других видов Maracayia на других видах гвоздичноцветных.

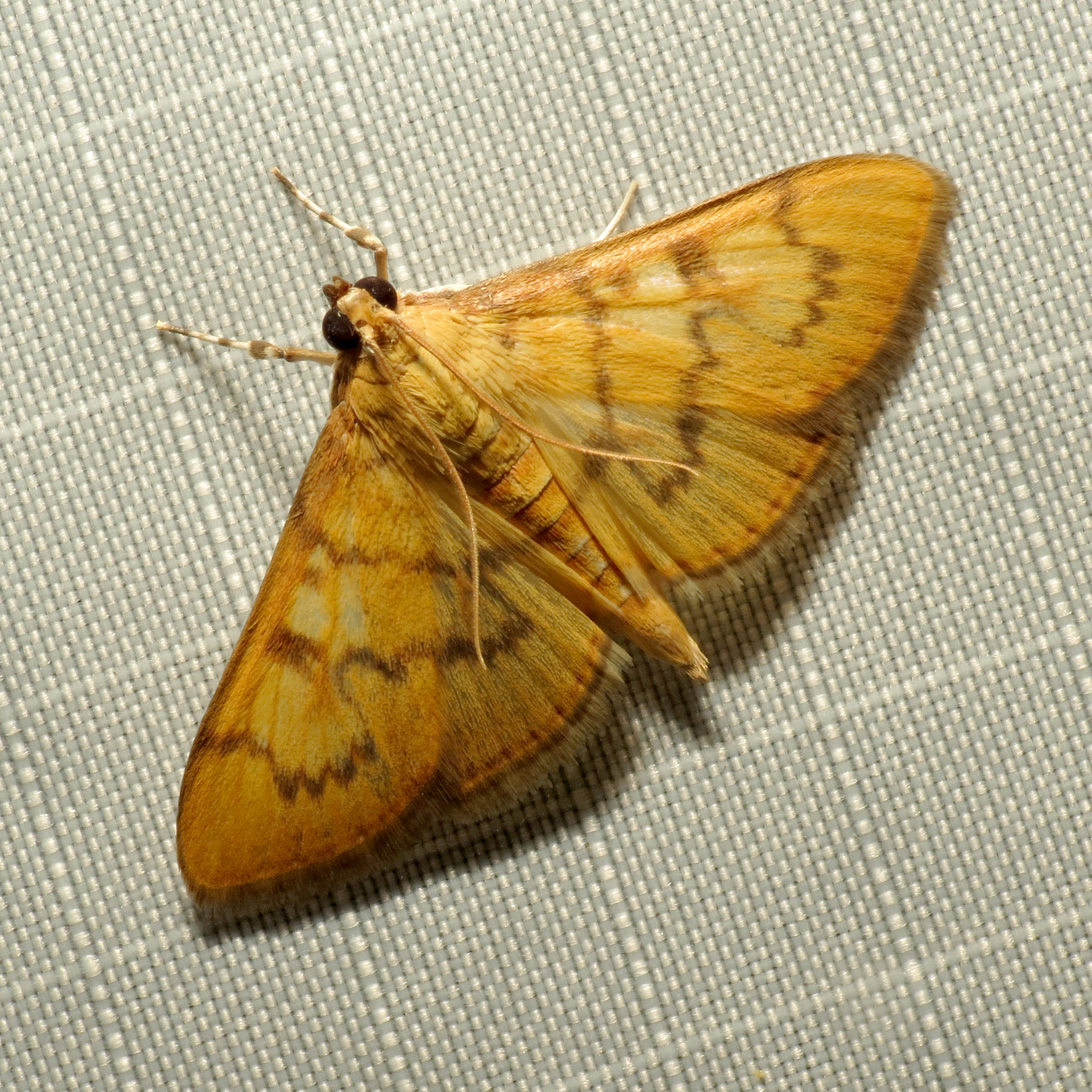
Psara dryalis
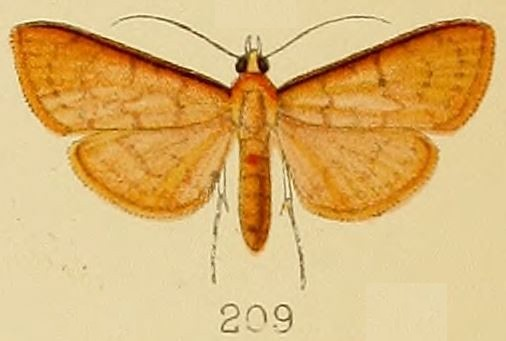
Psara bractealis
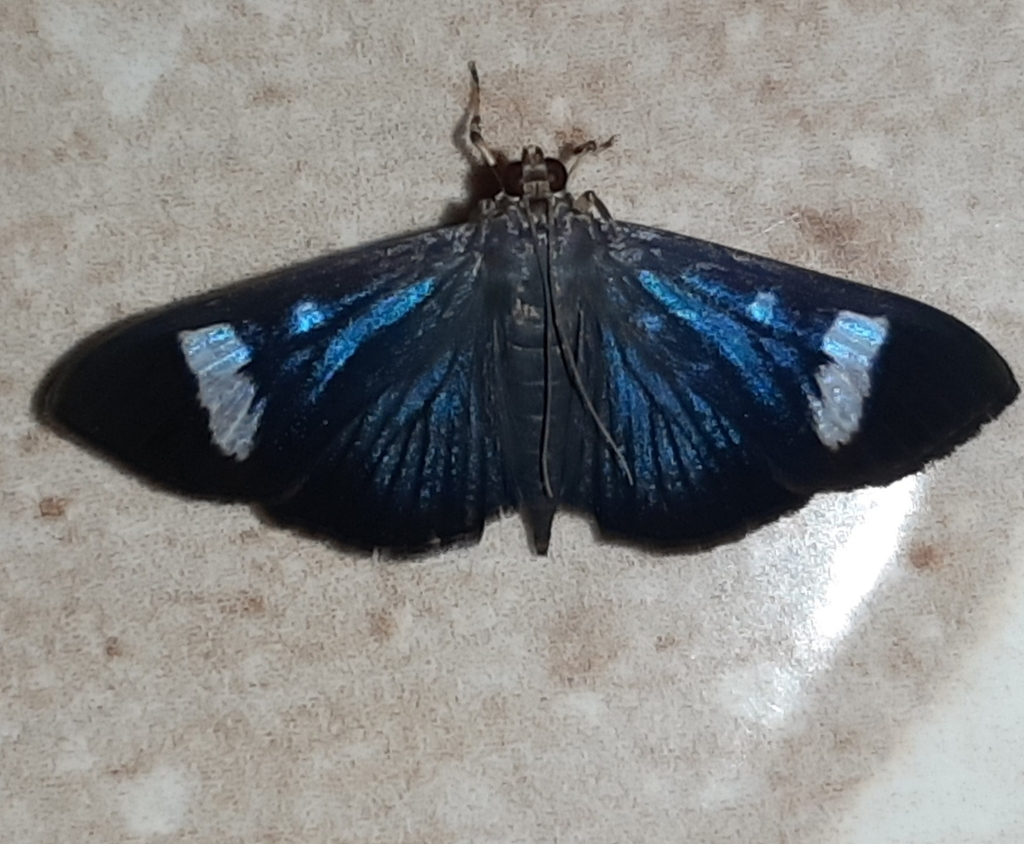
Erilusa leucoplagalis

## Систематика
Около 80 видов и 13 родов. Триба включена в состав подсемейства Spilomelinae в одной кладе в трибой Hymeniini. Родственные связи Asciodini и Hymeniini по некоторым результатам позволяют предположить, что питание на Caryophyllales является синапоморфией этих двух триб.
- Arthromastix Warren, 1890 — 2 вида[1]
- Asciodes Guenée, 1854 — 5
- Beebea Schaus, 1923 — 1
- Bicilia Amsel, 1956 — 4
- Ceratocilia Amsel, 1956 — 8
- Ceratoclasis Lederer, 1863 (= Ceratoclassis Hulst, 1886) — 9
- Erilusa Walker, 1866 — 3
- Laniifera Hampson, 1899 — 1
- Laniipriva Munroe, 1976 — 1
- Loxomorpha Amsel, 1956 (= Chrysobotys Munroe, 1956) — 4
- Maracayia Amsel, 1956 — 2
- Psara Snellen, 1875 (= Epichronistis Meyrick, 1886) — 36
- Sathria Lederer, 1863 — 3